# Guilherme de Saxe-Gota-Altemburgo
Guilherme de Saxe-Gota-Altemburgo (Guilherme Carlos Cristiano), (12 de março de 1701 - 31 de maio de 1771) foi um duque da linha lateral dos Wettin ernestinos de Saxe-Gota-Altemburgo e Feldzeugmeister (Tenente-General) do Exército Imperial Austríaco.

## Biografia
Guilherme era o segundo filho do duque Frederico II de Saxe-Gota-Altemburgo e da sua esposa, a princesa Madalena Augusta de Anhalt-Zerbst.
Guilherme começou a prestar serviço no exército do sacro-imperador Carlos VI onde liderou dois regimentos que o seu irmão Frederico III tinha deixado na guerra contra a França. Em 1738 tornou-se Generalfeldmarschall. Depois de deixar esta posição em 1750, retirou-se para a sua residência em Tonna.
Guilherme casou-se no dia 8 de Novembro de 1742 em Hamburgo com a duquesa Ana de Holstein-Gottorp, filha do duque Cristiano Augusto de Holstein-Gottorp e tia da czarina Catarina, a Grande. O casal não teve filhos.

## Genealogia
| Guilherme de Saxe-Gota-Altemburgo | Pai: Frederico II de Saxe-Gota-Altemburgo | Avô paterno: Frederico I de Saxe-Gota-Altemburgo | Bisavô paterno: Ernesto I de Saxe-Gota             |
| Guilherme de Saxe-Gota-Altemburgo | Pai: Frederico II de Saxe-Gota-Altemburgo | Avô paterno: Frederico I de Saxe-Gota-Altemburgo | Bisavó paterna: Isabel Sofia de Saxe-Altemburgo    |
| Guilherme de Saxe-Gota-Altemburgo | Pai: Frederico II de Saxe-Gota-Altemburgo | Avó paterna: Madalena Sibila de Saxe-Weissenfels | Bisavô paterno: Augusto de Saxe-Weissenfels        |
| Guilherme de Saxe-Gota-Altemburgo | Pai: Frederico II de Saxe-Gota-Altemburgo | Avó paterna: Madalena Sibila de Saxe-Weissenfels | Bisavó paterna: Ana Maria de Mecklemburgo-Schwerin |
| Guilherme de Saxe-Gota-Altemburgo | Mãe: Madalena Augusta de Anhalt-Zerbst    | Avô materno: Carlos de Anhalt-Zerbst             | Bisavô materno: João VI de Anhalt-Zerbst           |
| Guilherme de Saxe-Gota-Altemburgo | Mãe: Madalena Augusta de Anhalt-Zerbst    | Avô materno: Carlos de Anhalt-Zerbst             | Bisavó materna: Sofia Augusta de Holstein-Gottorp  |
| Guilherme de Saxe-Gota-Altemburgo | Mãe: Madalena Augusta de Anhalt-Zerbst    | Avó materna: Sofia de Saxe-Weissenfels           | Bisavô materno: Augusto de Saxe-Weissenfels        |
| Guilherme de Saxe-Gota-Altemburgo | Mãe: Madalena Augusta de Anhalt-Zerbst    | Avó materna: Sofia de Saxe-Weissenfels           | Bisavó materna: Ana Maria de Mecklemburgo-Schwerin |